# Codăești, Cetatea Albă
Codăești (în ucraineană Косівка, transliterat: Kosivka) este un sat în comuna Serghiești (în ucraineană Сергіївка, transliterat: Serhiivka) din raionul Cetatea Albă, regiunea Odesa, Ucraina.

## Demografie
Componența lingvistică a localității Codăești
     Ucraineană (78,29%)
     Rusă (15,89%)
     Română (5,04%)
     Alte limbi (0,39%)
Conform recensământului din 2001, majoritatea populației localității Codăești era vorbitoare de ucraineană (78,29%), existând în minoritate și vorbitori de rusă (15,89%) și română (5,04%).